# Buceros bicornis
Il bucero maggiore (Buceros bicornis Linnaeus, 1758) è un uccello della famiglia dei Bucerotidi originario dell'Asia meridionale. Può superare il metro di lunghezza ed è uno degli uccelli di foresta più grandi del mondo. Come tutti i buceri, nidifica anch'esso nelle cavità degli alberi. La femmina trascorre i quattro mesi della stagione riproduttiva murata all'interno della cavità del nido, collegata all'aperto solo attraverso una stretta fessura. Durante questo periodo, lei e in seguito i nidiacei che escono dalle uova vengono nutriti dal maschio.
A causa del bracconaggio e della distruzione dell'habitat la specie viene oggi classificata come «vulnerabile» (Vulnerable).

## Descrizione

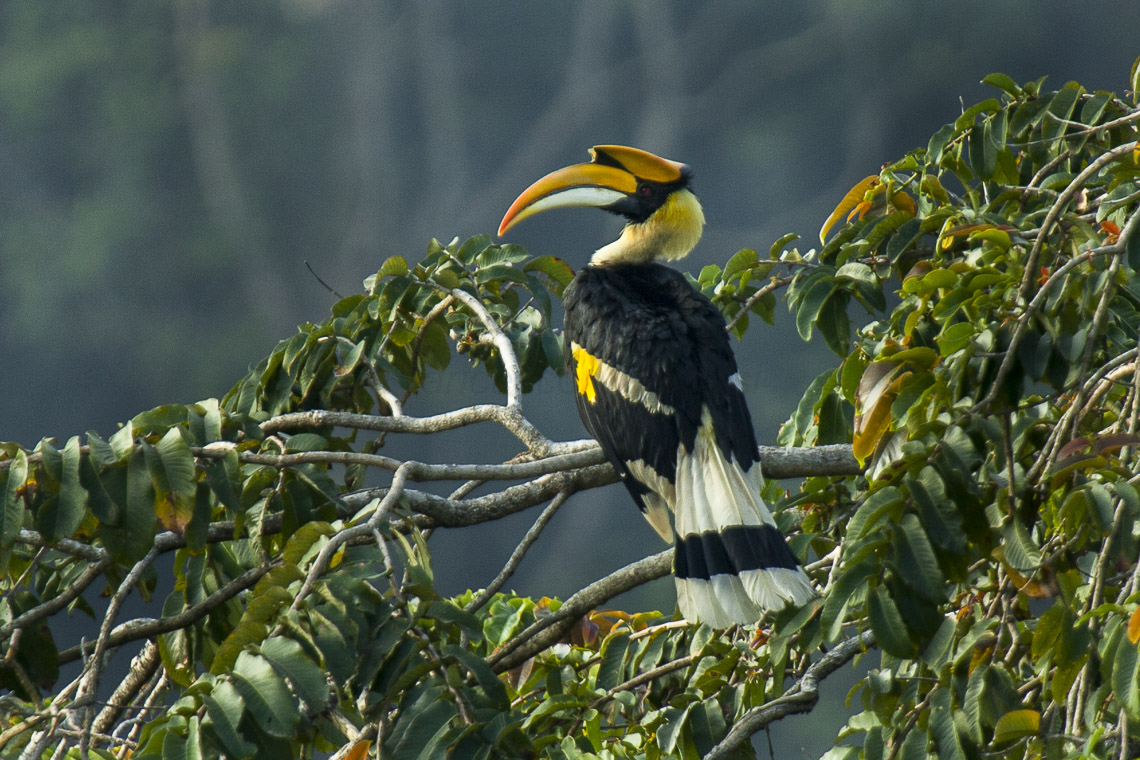
Un maschio in Thailandia.

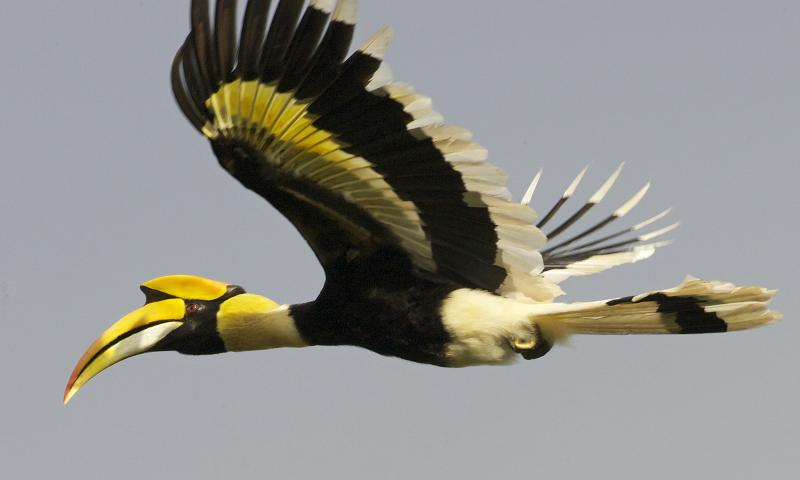
Un bucero maggiore in volo.

Il bucero maggiore misura tra i 96 e i 105 centimetri di lunghezza. Nel maschio il becco ha una lunghezza compresa tra 29 e 34 centimetri; nelle femmine questo è un po' più piccolo e raggiunge una lunghezza compresa tra 24,5 e 29,5 centimetri.
Il casco che sovrasta il becco, presente in entrambi i sessi, è molto grande. Il più grande misurato finora era lungo 19,2 centimetri, largo 10,6 e alto 5,6. Questo è costituito da ossa cave ed è molto leggero. Probabilmente svolge la funzione di cassa di risonanza che amplifica il verso emesso dall'uccello.
L'apertura alare è di 162 centimetri. Il peso dei maschi è compreso tra 2,6 e 3,4 chilogrammi. Le femmine pesano tra 2,1 e 3,35 chilogrammi. Il dimorfismo sessuale è poco marcato. Esso consiste soprattutto nella differenza delle dimensioni e del colore dell'iride, rosso-bruno nel maschio e bianco nella femmina.

### Maschio
I maschi sono leggermente più grandi delle femmine. Hanno il vertice, il collo e la parte alta del petto bianchi, e le guance, il mento, il dorso e la parte bassa del petto neri. Le parti posteriori, così come le piccole copritrici alari, presentano dei riflessi metallici. Le cosce, l'addome e le copritrici del sopraccoda e del sottocoda sono bianchi. Le remiganti primarie e secondarie e le piccole e medie copritrici secondarie hanno le estremità bianche. Queste formano un'ampia banda bianca sulle ali, che, così come le zone bianche di collo e petto, appare spesso giallastra: ciò è dovuto al fatto che il bucero maggiore si cosparge accuratamente il piumaggio, per renderlo impermeabile, con il grasso secreto dalla ghiandola dell'uropigio.
La coda è bianca con un'ampia fascia nera al centro. Il becco è di colore giallo brillante, ma si fa sempre più arancio e rosso verso la punta. Lungo l'attaccatura del casco vi è una linea nera; neri sono pure i margini taglienti del becco. La pelle nuda attorno all'occhio, contornato da lunghe ciglia, è nera. Gli occhi sono rossi, mentre le zampe e i piedi sono verde oliva.

### Femmina e giovane

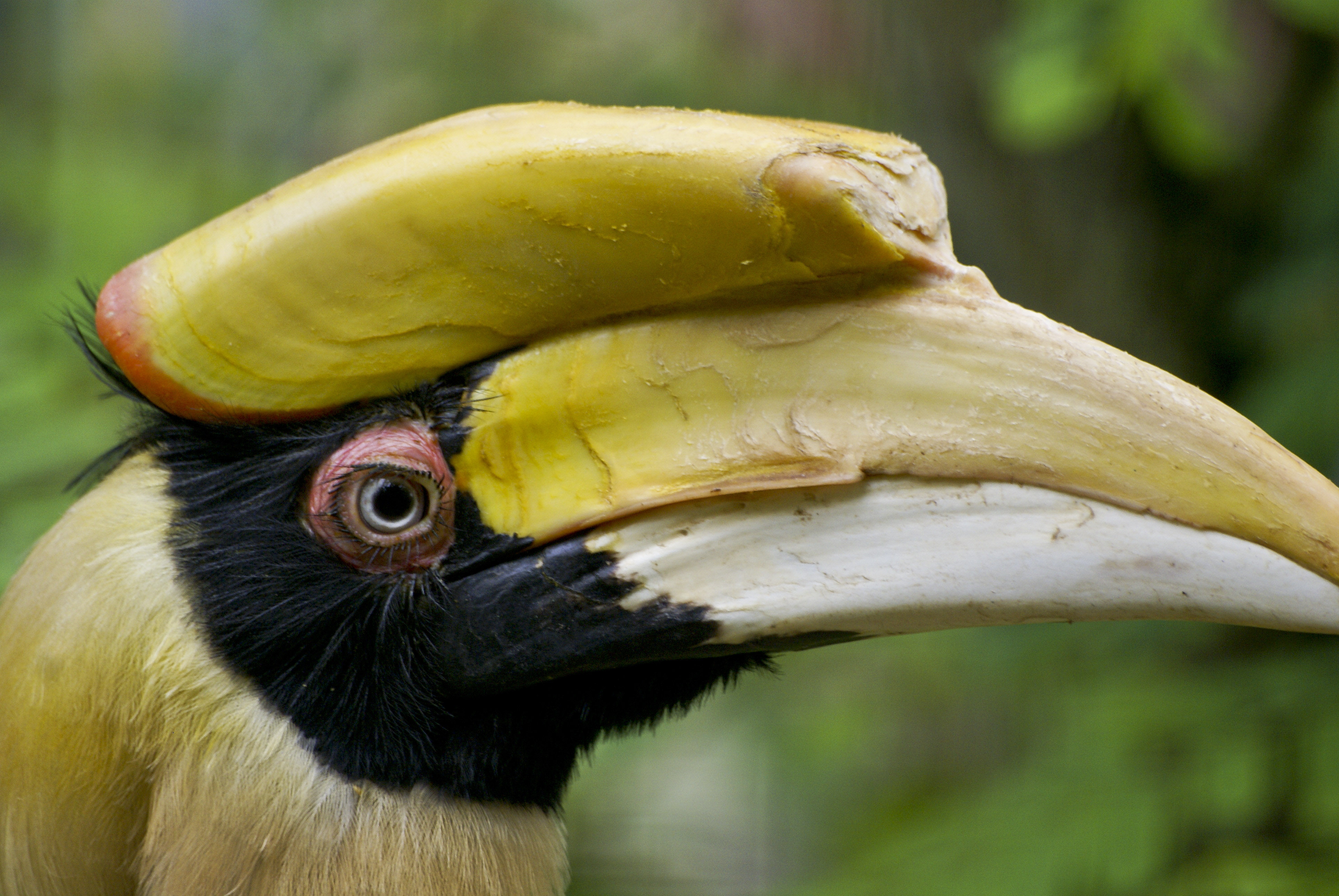
Primo piano della femmina.

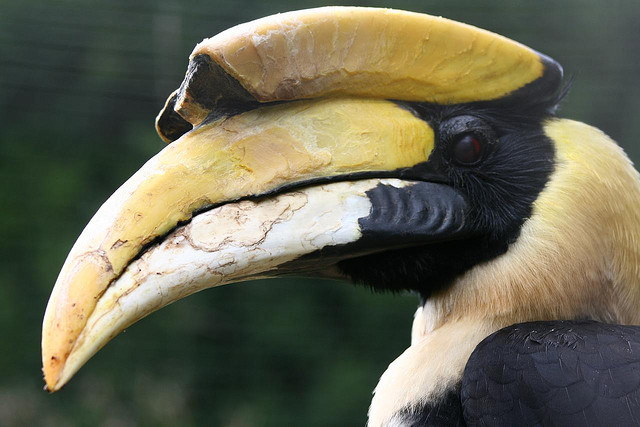
Primo piano del maschio.

Il piumaggio della femmina è simile a quello del maschio. Tuttavia, il casco è di colore giallo-arancio, senza alcuna traccia di nero. La pelle nuda intorno all'occhio è rossa e presenta lunghe ciglia nere. Gli occhi sono bianchi.
Anche i giovani hanno un piumaggio identico a quello degli adulti. Hanno però il becco più piccolo e il casco poco sviluppato. La pelle nuda intorno all'occhio è di colore variabile dal carne al rosa, il becco è color crema e gli occhi sono di un blu-grigio chiaro. Le zampe e i piedi sono di colore giallo-verdastro.
Negli esemplari subadulti il casco inizia a svilupparsi a partire dal sesto mese di età. Lo sviluppo si protrae per diversi anni e di solito si completa solo nel quinto anno di vita. Gli occhi dei maschi diventano rossi solo all'età di tre anni, dopo essere stati prima grigi, poi marroni e castani. Prima di diventare nera, la pelle nuda intorno agli occhi dei maschi subadulti è grigia.

### Specie simili
Il bucero maggiore condivide parte dell'areale con il bucero rinoceronte, di dimensioni simili. Tuttavia quest'ultimo ha il becco arancione e il casco nettamente incurvato all'insù. Anche il piumaggio è leggermente diverso, in quanto privo delle parti bianche su ali, collo e vertice.

## Tassonomia
È ancora oggetto di discussione se il bucero maggiore sia una specie monotipica o, al contrario, se ne possano riconoscere delle sottospecie. Alan Kemp, nella sua monografia sui buceri, sostiene che le differenze di dimensioni riscontrate tra le popolazioni dell'Asia continentale e quelle della penisola malese e di Sumatra siano il frutto di semplice variazione clinale. Di conseguenza, considera la sottospecie monotipica.
Altri, invece, riconoscono due sottospecie, B. b. bicornis Linnaeus, 1758, della Thailandia, e B. b. homrai Hodgson, 1832, dell'India e del Sud-est asiatico.

## Distribuzione e habitat
Il bucero maggiore occupa un vasto areale che si estende dall'India, attraverso la Cina meridionale, fino a Sumatra.
In India, la specie ha una distribuzione disgiunta. Una popolazione isolata vive nei Ghati occidentali, una catena montuosa lungo la costa occidentale del subcontinente. La gran parte della popolazione indiana, tuttavia, vive ai piedi dell'Himalaya, dall'Uttar Pradesh all'Assam. L'area di distribuzione si estende anche attraverso il Nepal meridionale e il Bangladesh settentrionale. La specie è presente anche in Myanmar e su alcune isole ricoperte da fitte foreste dell'arcipelago di Mergui, nel settore settentrionale del mare delle Andamane, sulla costa occidentale del Myanmar affacciata sull'oceano Indiano. In Cina, il bucero si incontra nella parte occidentale (Yingjiang) e meridionale (Xishuangbanna) dello Yunnan. La specie è presente inoltre in Vietnam, Laos, Cambogia e Thailandia. L'areale comprende anche la penisola malese, nonché alcune isole al largo. Una popolazione isolata vive a Sumatra.
Il bucero maggiore vive nelle foreste umide sempreverdi primarie. È particolarmente comune nelle foreste tra i 600 e i 1000 metri sul livello del mare. Ai piedi dell'Himalaya e nel nord della Thailandia si trova anche fino a 2000 metri. Vive anche nelle foreste in cui sono stati effettuati degli abbattimenti selettivi degli alberi. Tuttavia, in questo tipo di ambiente non è così comune come altre specie di bucero più piccole. Laddove il suo areale si sovrappone a quello del bucero rinoceronte, appartenente allo stesso genere, il bucero maggiore si incontra probabilmente ad altitudini più elevate.
È una specie abbastanza comune nelle regioni in cui vi sono vaste aree di foresta contigue, ma è un uccello raro nelle regioni forestali più frammentate, come quelle dei Ghati occidentali.

## Biologia

### Comportamento

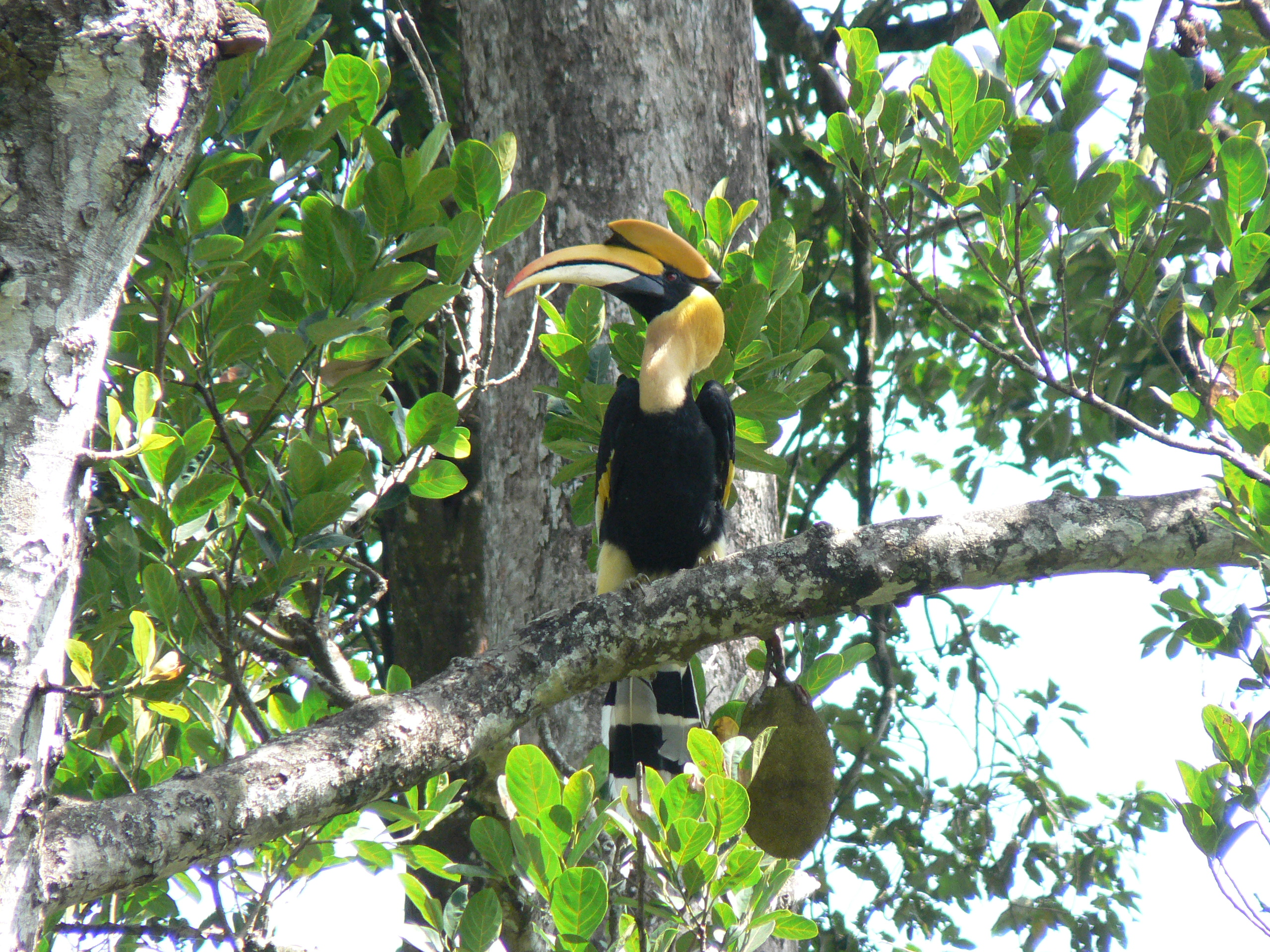
Bucero maggiore nei Ghati occidentali (India).

I buceri maggiori vivono in coppie o in piccoli gruppi familiari, ma occasionalmente si possono incontrare anche in gruppi che, durante la stagione dei monsoni, possono comprendere fino a 40 individui. Le bande sono spesso costituite da esemplari non ancora sessualmente maturi che di solito si spostano su una superficie molto ampia di territorio in cerca di cibo. Tuttavia, in alcuni casi sono stati visti radunarsi in prossimità di alberi da frutto particolarmente carichi fino a 200 esemplari.
Le coppie, pur essendo fedeli alla propria zona di nidificazione, vagano su una vasta area quando sono alla ricerca di cibo. Spesso seguono percorsi regolari durante le loro incursioni. Occasionalmente, comunque, possono trascorrere un'intera giornata su un singolo albero carico di frutti. L'area di foraggiamento sfruttata dai maschi durante la stagione riproduttiva - quando devono tornare regolarmente alla cavità del nido per fornire cibo alla femmina e, successivamente, ai nidiacei - è in media di 3,7 chilometri quadrati. I maschi non riproduttori vagano su aree di foraggiamento dalla superficie media di 14,7 chilometri quadrati. In Thailandia è stato visto che un gruppo familiare si spostava su un'area di 608 chilometri quadrati.
I buceri maggiori spesso trascorrono la notte insieme su alberi tranquilli, cui fanno ritorno per più notti di seguito. Si avvicinano in silenzio a questi alberi al crepuscolo, di solito facendo lo stesso percorso, e usano i rami superiori come posatoio. Di solito non vi sono più di tre o quattro uccelli su un singolo albero, ma su più alberi vicini tra loro si può radunare un numero maggiore di esemplari. I posatoi vengono nuovamente lasciati all'alba.

### Pulizia del piumaggio e riposo

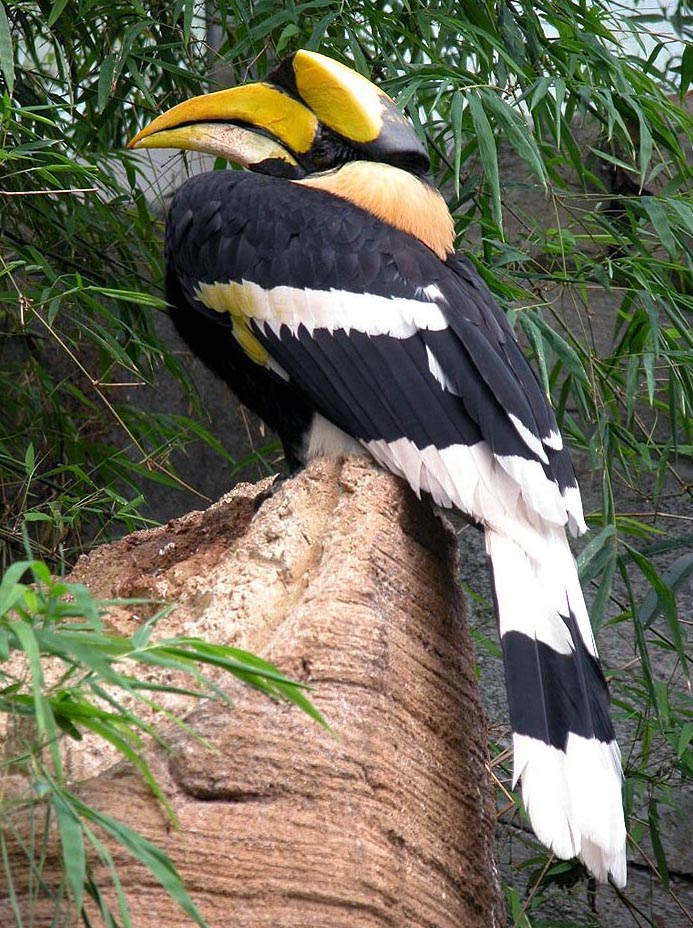
Un esemplare nella posizione di riposo tipica dei buceri.

I buceri maggiori si bagnano nel fogliame umido delle cime degli alberi e poi si appollaiano sui rami con le ali aperte per asciugarsi. Prendono anche bagni di sole con le ali distese e le piume della coda ben aperte. Per tenersi al fresco, aprono il becco e tengono le ali leggermente sollevate.
Al mattino si lisciano più volte il piumaggio, cospargendolo con l'olio giallastro prodotto dalla ghiandola dell'uropigio, che fa diventare giallo il piumaggio bianco di collo e petto. Con il passare delle ore la tonalità gialla scompare man mano che l'olio si stacca dal piumaggio.
Questi uccelli dormono assumendo la posizione tipica dei buceri, con la testa affossata molto indietro sulle spalle. In questa posizione di riposo il becco punta leggermente verso l'alto.

### Alimentazione
I buceri maggiori trovano generalmente il loro cibo tra le cime degli alberi. Mentre mangiano, saltellano attraverso i rami con brevi movimenti laterali. Occasionalmente scendono anche a terra per raccogliere i frutti caduti.
Si nutrono principalmente di frutti ricchi di polpa, in particolare di fichi. Nel corso di uno studio dettagliato effettuato in Thailandia, si è visto che questi uccelli si nutrivano della frutta di 26 diverse specie di alberi. Oltre ai fichi, questi animali mangiavano i frutti degli alberi di Elaeocarpus, Cinnamomum, Litsea, Aglaia, Eugenia e alberi del pepe. In totale, la dieta degli esemplari esaminati era costituita per il 57% da fichi, per il 29% da altri frutti e per il 14% da sostanze di origine animale, mentre al di fuori della stagione riproduttiva è probabile che la percentuale di proteine animali ingerite sia inferiore.
Sebbene i buceri maggiori si nutrano principalmente di frutta, cacciano attivamente anche piccoli animali. Generalmente il loro comportamento venatorio consiste nello strappare pezzi di corteccia e catturare gli insetti messi allo scoperto. Mangiano soprattutto insetti, come coleotteri, vespe, cavallette, grilli, scarafaggi e bruchi, ma anche granchi, lumache e lombrichi fanno parte della loro dieta. Inoltre catturano di tanto in tanto piccoli vertebrati, tra cui lucertole, rane, gechi, serpenti, pipistrelli e vari scoiattoli. Anche le specie più piccole di uccelli, così come le loro uova e i loro nidiacei, cadono vittima del bucero maggiore. Tra gli uccelli predati figurano il barbuto piccolo verde, il succiacapre, il drongo del Paradiso, l'assiolo indiano e la civetta nana della giungla, nonché uova e nidiacei di bulbul e piccioni.
A causa dell'elevato contenuto di acqua della loro dieta, i buceri maggiori non devono assumere alcun liquido aggiuntivo.

### Riproduzione

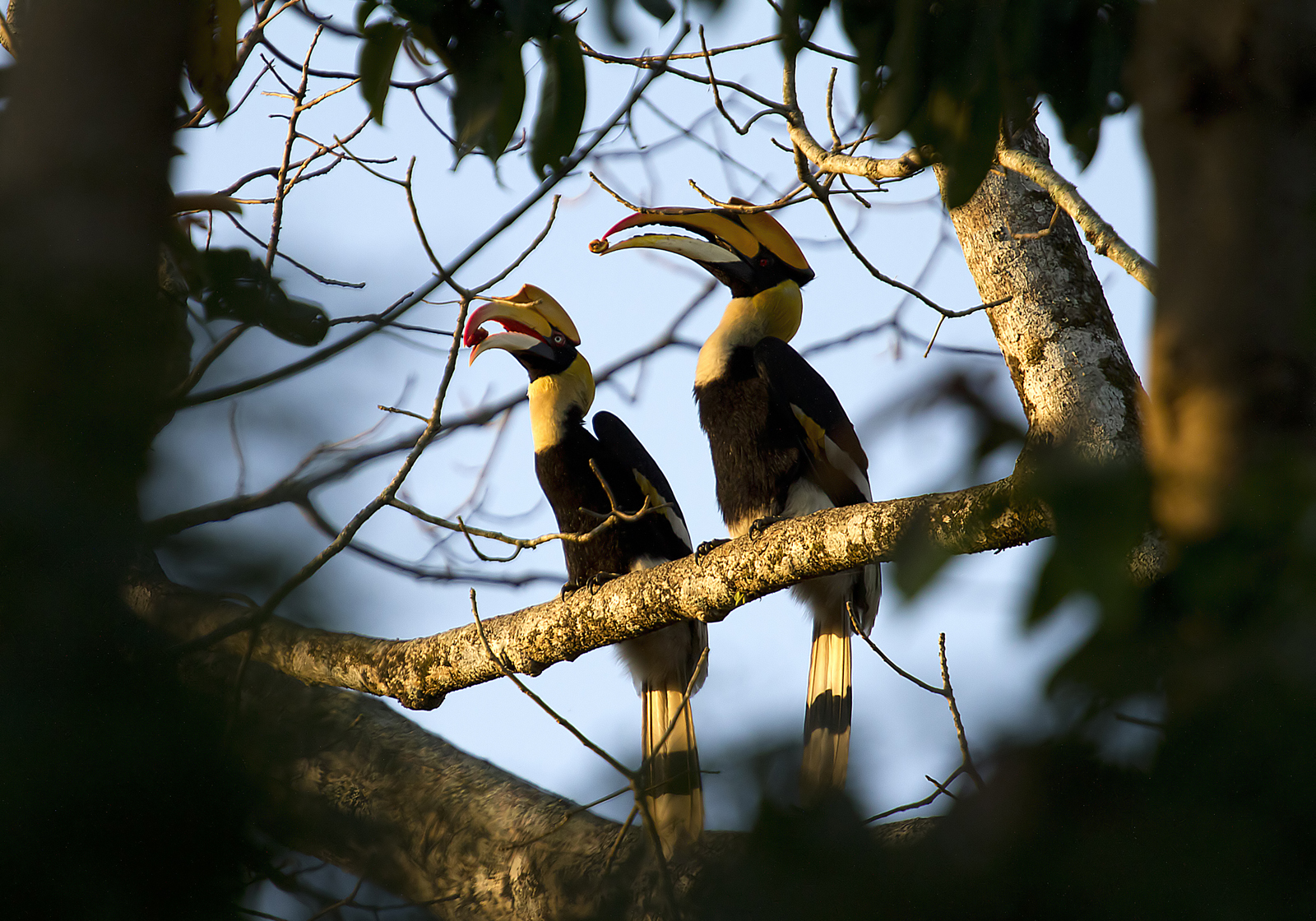
Una coppia di buceri maggiori.

I buceri maggiori sono uccelli monogami che nidificano nelle cavità degli alberi. Ciascuna coppia difende un'area riproduttiva di circa 100 metri di raggio attorno alla cavità del nido: gli intrusi all'interno di quest'area vengono sfrattati anche se non viene effettuato alcun tentativo di riproduzione.

#### Comportamento pre-riproduttivo
I richiami dei maschi possono essere uditi soprattutto all'inizio della stagione riproduttiva. Nello stesso periodo i maschi combattono talvolta tra loro a colpi di becco e di casco. Sono stati osservati anche raggruppamenti di esemplari per lo più già accoppiati, che colpiscono i rami con il becco o fanno offerte di cibo ai partner. Altre manifestazioni di aggressività che sono state osservate consistono nel saltare su e giù su un ramo e nell'effettuare rapidi movimenti laterali con il becco. Non è noto con esattezza come i buceri maggiori scelgano il proprio partner.
L'offerta di cibo alla femmina da parte del maschio è uno dei comportamenti che vengono più frequentemente osservati prima dell'inizio del periodo riproduttivo. Questa offerta ha luogo sempre in prossimità del nido.

#### Il nido

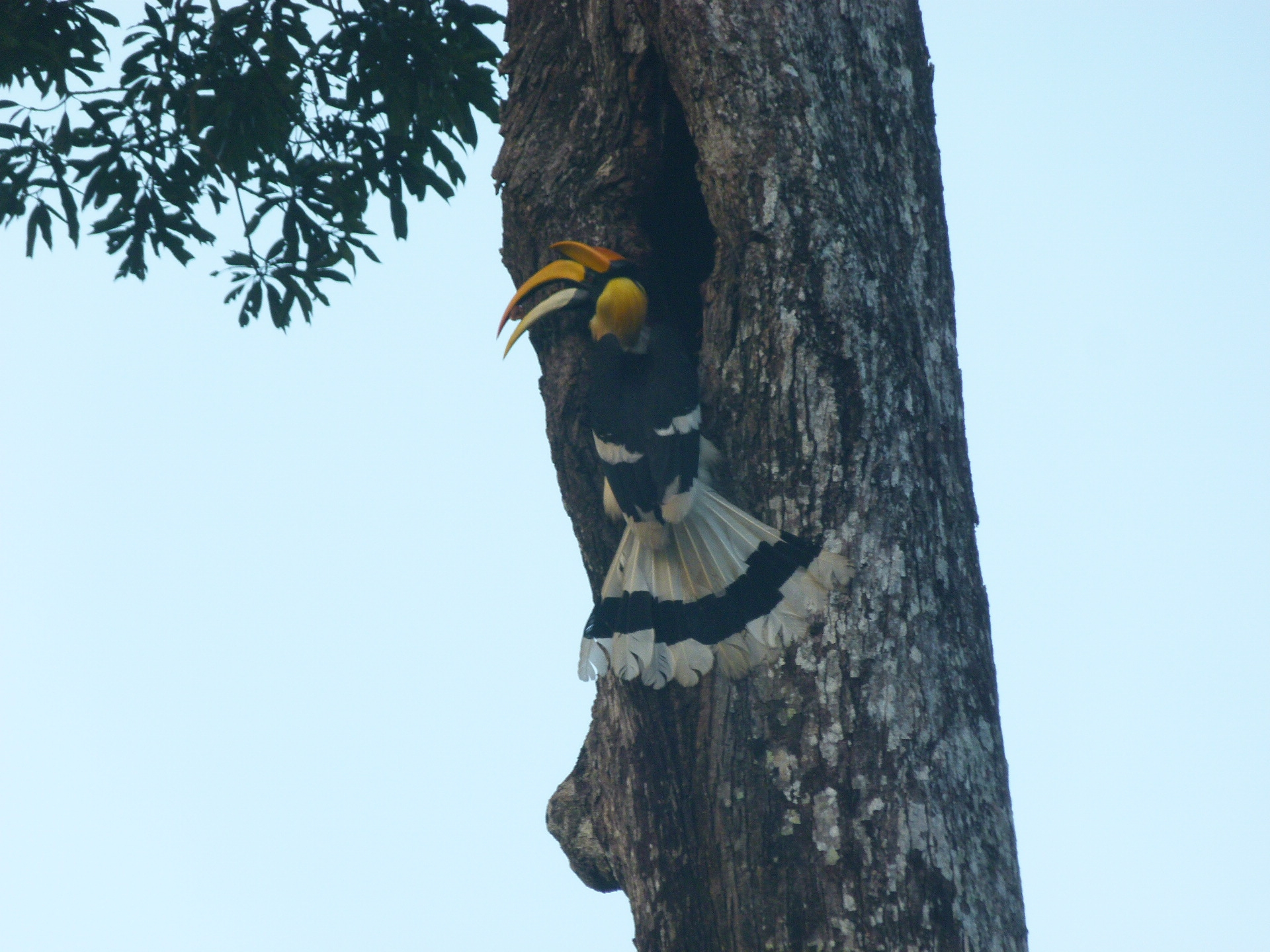
Un bucero maggiore di fronte al nido.

Le cavità degli alberi che i buceri maggiori scelgono per nidificare sono di solito situate tra 8 e 25 metri dal suolo. Vengono preferite le cavità che presentano una lunga fessura verticale. Sebbene possano essere eletti a dimora anche alberi secchi, i nidi situati in alberi ancora in vita sono molto più frequenti. I nidi si trovano spesso vicino ad alberi di fico carichi di frutta. Di 25 nidi rinvenuti in Thailandia, 20 erano situati nel fitto della foresta. Questi distavano tra loro da un minimo di 200 metri ad un massimo di 2,3 chilometri, con una distanza media di circa un chilometro. Nidi appartenenti ad altre specie di bucero si trovavano in alcuni casi a soli 30 metri dalla zona di nidificazione del bucero maggiore. Nelle cavità del nido esaminate in India, l'ingresso era alto 40 centimetri e largo 4 centimetri prima di essere sigillato dai buceri. Lo stesso nido viene utilizzato più volte, anche nel caso esso sia stato razziato dai predatori.
Entrambi i genitori sono coinvolti nella costruzione della parete che sigilla l'ingresso del nido. Nella maggior parte delle specie di buceri questo è compito esclusivo della femmina: il maschio si limita a portare materiali che la femmina usa per chiudere la cavità. Anche il maschio di bucero maggiore trasporta materiali al nido: spesso trasporta il necessario nel gozzo per poi rigurgitarlo in prossimità del nido. Esso partecipa alla costruzione della parete dall'esterno, mentre la femmina lavora all'interno della cavità. Per la costruzione viene utilizzato un miscuglio di componenti alimentari, pezzi di legno e corteccia.
Dopo che la cavità del nido è stata murata, rimane aperta solo una stretta fessura, attraverso la quale il maschio nutre la femmina e, successivamente, i nidiacei.

#### Allevamento dei piccoli

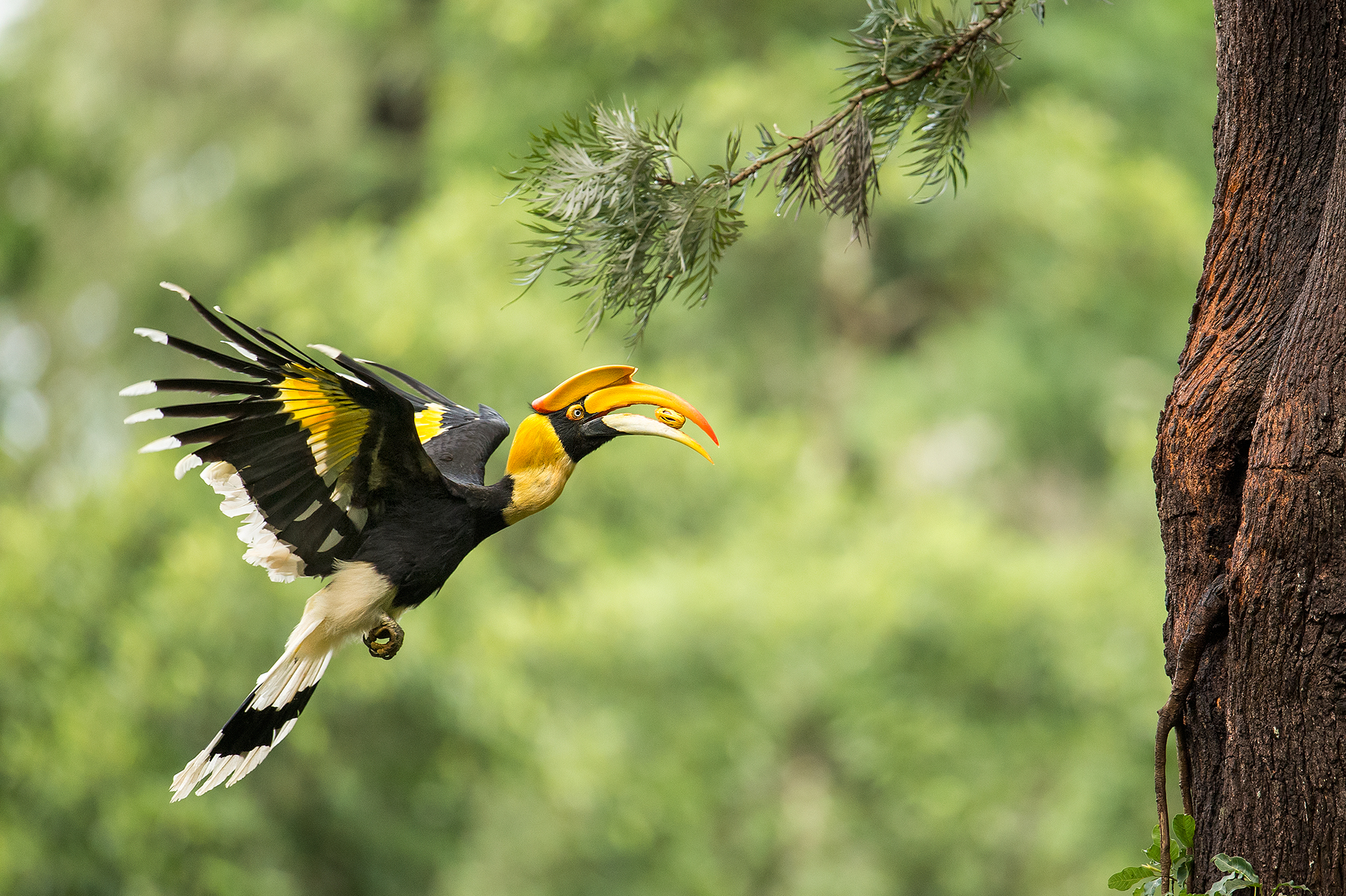
Una femmina con del cibo nel becco.

L'intera stagione riproduttiva dura tra 113 e 140 giorni. Tra questi viene conteggiato anche il periodo variabile da uno a quattro giorni in cui la femmina è già chiusa nella cavità del nido ma non ha ancora iniziato a deporre le uova. Le uova vengono incubate per 38-40 giorni e l'allevamento dei piccoli dura tra 72 e 96 giorni. La femmina di solito lascia la cavità prima dei piccoli, ma trascorre fino a quattro mesi murata nel nido. In 15 femmine di bucero maggiore studiate, la durata della permanenza nella cavità di cova è stata di 121 giorni. Nel caso degli esemplari allevati e nutriti in cattività da mano umana, il periodo più breve di permanenza nella cavità è stato di 77 giorni e il più lungo di 124.
La femmina di solito depone 2 uova, ma di solito solo uno dei piccoli raggiunge l'età dell'involo. Finora i casi in cui entrambi i nidiacei sono stati allevati con successo sono stati osservati solo in buceri maggiori allevati in cattività.
Il maschio ritorna al nido circa tre o quattro volte al giorno, portando il cibo con sé. Principalmente si tratta di cibo ingoiato e rigurgitato all'ingresso del nido. Un esemplare è stato visto rigurgitare 50 frutti delle dimensioni di un chicco d'uva, mentre un altro ha trasportato al nido 185 frutti di un albero della famiglia delle Lauracee delle dimensioni di un pisello. Occasionalmente il maschio trasporta nel becco anche frutti più grandi e prede animali.
Quando i giovani hanno completato lo sviluppo, dopo circa 16 settimane, la femmina apre la cavità rompendo la parete a colpi di becco. I giovani raggiungono la maturità sessuale all'età di 4 anni.

## In cattività
I buceri maggiori sono ospiti relativamente rari dei giardini zoologici. A causa delle loro abitudini, necessitano di voliere ampie e alte. I primi esemplari si sono riprodotti con successo in cattività nel 1953 e a partire dal 1996 esiste un apposito programma europeo di allevamento in cattività della specie.